# Astragalus nummularius
Astragalus nummularius är en ärtväxtart som beskrevs av Jean-Baptiste de Lamarck. Astragalus nummularius ingår i släktet vedlar, och familjen ärtväxter. Utöver nominatformen finns också underarten A. n. nummularius.